# Briza minor
Briza minor es una especie de planta herbácea perteneciente a la familia de las poáceas. Es originaria de Europa en la región del Mediterráneo.

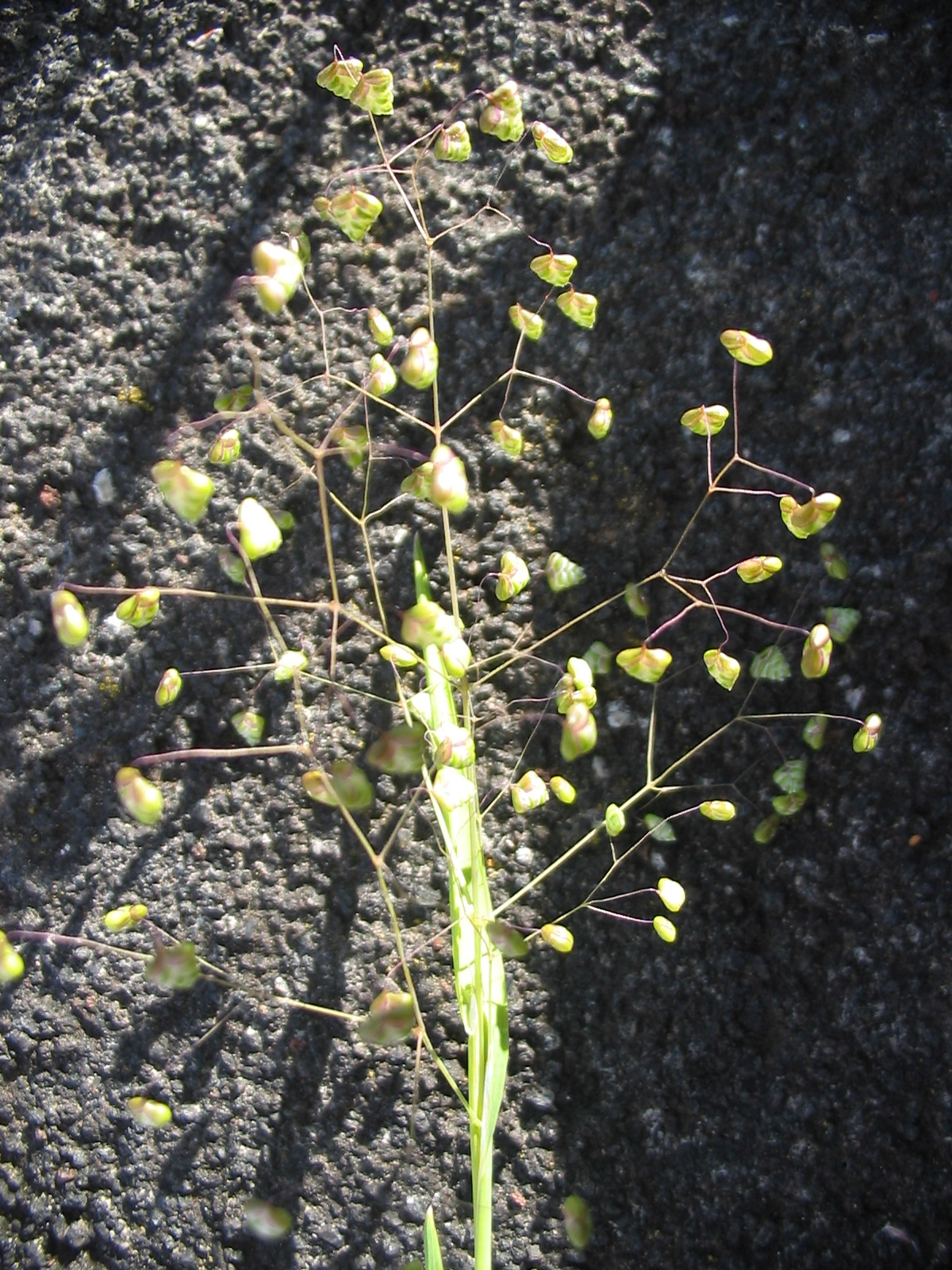
Flores

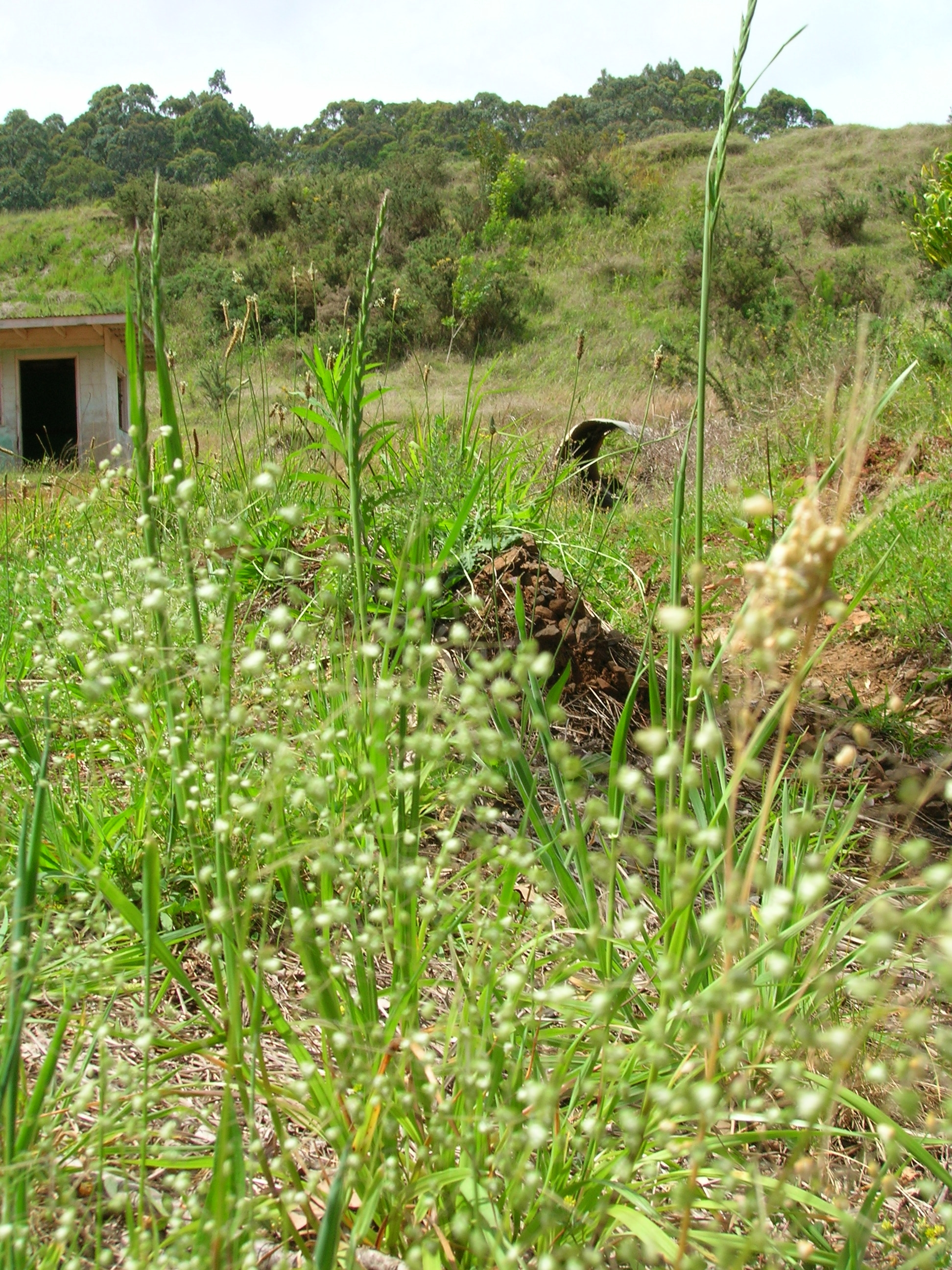
Vista de la planta en su hábitat

## Descripción general
Hierba delicada, anual, erecta, de hasta 6 dm de alto. Florece de marzo a julio (agosto).
Tallo
Los tallos erectos o ascendentes, estriados, glabros, envueltos por vainas y marcados por constricciones en forma de anillos de color café oscuro que dejan como cicatriz el punto de inserción de las vainas. 
Hojas
Las hojas son alternas, dispuestas en 2 hileras sobre el tallo, con las venas paralelas. Con lígula de 3-6 mm. Lámina oblongo-lanceolada o lanceolada, de 3-8 cm de largo y 0,2-0,8 cm de ancho, plana, glabra con ápice acuminado. 
Inflorescencia
Es una panícula de hasta 20 cm de largo, ubicada en la punta del tallo, muy laxa, ramificada y abierta, delicada; las ramitas largas, delgadísimas, onduladas. Cada ramita termina en una espiguilla colgante, pequeña, triangular. Espiguillas infladas, de contorno ovado, de 2-3,5 mm. 
Fruto
Cariopsis de contorno circular a obovado con la base en punta de 0,7-1,2 mm x 0,5-0,8 mm, comprimida, color café amarillento a café naranja. Una sola semilla fusionada a la pared del fruto.

## Hábitat
Ruderal y arvense, común en herbazales, pastizales y terrenos escarpados.

## Distribución general
Es nativa de Europa, de la región del Mediterráneo, pero se encuentra naturalizada en muchas partes templadas del mundo.

## Taxonomía
Briza minor fue descrita por Carlos Linneo y publicado en Species Plantarum 1: 70. 1753.
Etimología
Briza: nombre genérico que se refiere a que las más leves brisas de aire mueven sus inflorescencias con un temblor.
minor: epíteto latíno que significa "la más pequeña"
Sinonimia
- Briza gracilis G.Nicholson
- Briza minima Hort. ex Nicholson
- Briza virens L.
- Briza virens Walter[1]
- Briza aspera Knapp
- Briza deltoidea Burm.f.
- Briza gracilis G.Nicholson
- Briza trichotoma Steud.[4][5]

## Nombre vernáculo
- Castellano: amores nuevos, caracolillos, cupidillos ruines, zarcillitos, pendientitos de la reina.[6]